# Орлова, Ирэна Абрамовна
Ирэ́на Абра́мовна Орло́ва (урожденная Рожанская; 19 апреля 1942, Невьянск — 8 мая 2018, Вашингтон) — российский, израильский и американский музыкальный педагог, музыкальный терапевт, редактор.
Благодаря усилиям Ирэны Орловой впервые было осуществлено издание собрания стихов известного русского поэта Леонида Аронзона.

## Биография

### Ранние годы
Ирэна Абрамовна Орлова (урожденная Рожанская) родилась 19 апреля 1942 года в городе Невьянск Свердловской области, в семье адвоката Абрама Исааковича Рожанского (1913—2000). Мать Орловой была эвакуирована в Невьянск из Ленинграда, в Ленинград они вернулись в начале 1945 года.
В шесть лет Орлова поступила в Детскую музыкальную школу, в класс фортепиано известного педагога Доры Исааковны Мовшович. В 1959—1963 годах Орлова обучалась в Музыкальном училище при Ленинградской консерватории по классу фортепиано Натальи Владимировны Шпигель-Дервиз. Среди её педагогов в училище была пианистка и музыкальный терапевт Марианна Робертовна Фрейдлинг.
В 1970 году Орлова окончила фортепианное отделение Ленинградской государственной консерватории имени Н. А. Римского-Корсакова, класс Виталия Иосифовича Маргулиса.
С 1963 года, после окончания Музыкального училища при Ленинградской консерватории, Орлова начала преподавать в Ленинградской детской музыкальной школе № 18 (работала там до 1979 года). Она также играла в Оркестре старинных инструментов под управлением Андрея Викторовича Борейко.
Орлова участвовала в общекультурной и неформальной артистической жизни Ленинграда. Её круг составляли художник Евгений Михнов-Войтенко, теоретик и реформатор театра, режиссёр Борис Понизовский, поэты Анри Волохонский, Алексей Хвостенко, Александр Альтшулер, Владимир Эрль, композиторы Александр Кнайфель, Геннадий Банщиков, Валерий Арзуманов и многие другие значимые представители ленинградской неофициальной культуры. Сама Орлова среди повлиявших на себя фигур особо выделяла Гленна Гульда и Джидду Кришнамурти.

### Эмиграция в Израиль. Архив Аронзона
В 1980 году Орлова эмигрировала из СССР в Израиль. Её эмиграция во многом была связана с деятельностью отца, известного адвоката Абрама Рожанского. В 1960—1970-е годы Рожанский выступал активным защитником в ряде политических процессов. В частности он консультировал адвоката Зою Топорову, защищавшую в суде Иосифа Бродского. В 1979 году Рожанский опубликовал в Израиле трехтомный труд «Антиеврейские судебные процессы в Советском Союзе».
Орлова покинула страну в мае 1980 года. В том же году она начала работать в частной музыкальной школе в Иерусалиме, а также в городской психиатрической больнице «Эзрат Нашим» (ныне «Бейт Холим Герцог») в качестве музыкального терапевта.
Дружеские отношения связывали Орлову с известным поэтом Леонидом Аронзоном, а впоследствии длительное время также с его вдовой Ритой Пуришинской. После смерти Аронзона, Орлова сумела организовать нелегальную отправку его архива за пределы СССР и осуществила первое издание собрания стихотворений Аронзона в Израиле (подборка стихов была составлена совместно с поэтессой Еленой Шварц). Длительное время Орлова была хранителем архива Аронзона, а в 1992 году передала архив брату поэта Виталию Аронзону.

### Переезд в США
В 1983 году Орлова вышла замуж за известного музыковеда Генриха Орлова (1926—2007). В 1985 году она вместе с мужем переехала в США. С 1986 по 1988 год преподавала в Вашингтонской консерватории. Позже Орлова начала преподавать в Музыкальной школе «Levine» в Вашингтоне, где проработала более 30 лет. В вашингтонской квартире Орловых гостили Элисо Вирсаладзе, Наум Коржавин, Дина Каминская, Людмила Ковнацкая, Юрий Любимов, Александр Соколов, Андрей Синявский, Ксения Старосельская, Андрей Петров.
Осенью 2015 года Орлова стала редактором «Музыкальной гостиной» литературно-художественного журнала «Этажи». Она опубликовала 14 интервью с известными музыкантами и композиторами современности, среди которых Леонид Десятников, Николай Луганский, Полина Осетинская, Люка Дебарг, Инна Барсова.
Ирэна Орлова скончалась 8 мая 2018 года в Вашингтоне, вследствие неожиданных осложнений после операции на сердце. Похоронена рядом с мужем на кладбище «Оквуд» в штате Виргиния.

## Профессиональная деятельность
Преподавательскую деятельность Ирэна Орлова начала будучи ещё в школьном возрасте. За короткое время Орлова стала известна как свободомыслящий и независимый музыкальный педагог с собственным преподавательским подходом. В дальнейшем педагогическая методика Орловой была высоко оценена многими известными музыкантами, в числе которых пианисты Элисо Вирсаладзе, Дмитрий Маслеев, Николай Луганский, Люка Дебарг, музыковед Норман Лебрехт.
С 1980 года в Израиле Орлова продолжила преподавать игру на фортепиано и стала одним из пионеров израильской музыкальной терапии, разработав собственную методику, которую успешно применяла во время работы в психиатрической больнице с тяжело больными пациентами. Она часто проводила публичные демонстрации действенности своего метода на больных с возрастной деменцией и глубокой депрессией.
В течение более 30 лет преподавательской работы в США Ирэна Орлова воспитала пианистов, которые последовательно занимали победные места на многочисленных конкурсах молодых исполнителей. Многие из них продолжили музыкальное образование в ведущих консерваториях мира, таких как Джульярдская школа, Кёртисовский институт музыки, Санкт-Петербургская государственная консерватория имени Н. А. Римского-Корсакова, Гаагская консерватория. Среди её выпускников пианисты Сэм Пост, Эдвард Ниман, Зак Сандлер, Ралица Пачева, Елена Клионская и Лео Свирски.

## Память
- Ирэне Орловой посвящены документальные фильмы режиссёра Владимира Гурина «Reaching Beyond» («Не знать предела», 2007)[13] и «Reaching Beyond. Seven Years Later» («Не знать предела. Семь лет спустя», 2014)[14].
- Памяти Ирэны Орловой посвящены диалог в четырёх частях «Долгие беседы — короткие встречи» и цикл стихотворений «Знаки» Игоря Кураса[1], а также раздел «Exegi Monumentum» в специальном выпуске литературно-художественного журнала «Этажи».
- Поэтесса Елена Шварц посвятила Орловой стихотворение «Танцующий Давид»[15].
- Фрагмент разговора с Ирэной Орловой упоминается на обложке первой в России книги об искусстве перформанса «Рецепция перформанса. Марина Абрамович присутствует» (автор — Мария Антонян)[16][17].
- Памяти Ирэны Орловой посвящен пианистический проект «A suite for Irena Orlov. Setting the Composer Free»[18].